# FK 루다르 플레블라
FK 루다르 플레블라(FK Rudar Pljevlja)은 몬테네그로 플레블라의 축구 클럽으로, 현재 몬테네그로 1부 리그에서 활동하고 있다.

## 성적
- 몬테네그로 1부 리그

우승 (1): 2009–10
- 몬테네그로 컵

우승 (2): 2006–07, 2009–10

## 선수 명단

### 현역
참고: FIFA 자격 규정에 따라 소속된 국가대표팀 국기를 표시합니다. 선수는 복수의 FIFA 비회원국 국적을 가지고 있을 수 있습니다.
| 번호 | 포지션 | 국적         | 이름                |
| ---- | ------ | ------------ | ------------------- |
| 17   | FW     | 북마케도니아 | 안토니오 보지노스키 |

| 번호 | 포지션 | 국적 | 이름 |
| ---- | ------ | ---- | ---- |

## 같이 보기
- 몬테네그로 1부 리그